# Steinbach (Taunus)
Pour les articles homonymes, voir Steinbach.
Steinbach (Taunus) est une ville de Hesse (Allemagne), située dans l'arrondissement du Haut-Taunus, dans le district de Darmstadt.

## Géographie

### Localisation
Steinbach est située au pied du parc naturel du Taunus, à environ 7 kilomètres des limites de la ville de Francfort et à 7,5 kilomètres au sud-ouest de Bad Homburg vor der Höhe . Du nord-ouest de la ville on peut voir les montagnes de l'Altkönig et du Großer Feldberg, tandis que l'Odenwald peut être aperçu dans le sud-ouest lorsque la visibilité est bonne. Les gratte-ciels de Francfort s'élèvent au sud et par temps ensoleillé, on peut voir la centrale électrique de Staudinger à Großkrotzenburg près de Hanau.
La ville est entourée de vastes champs. Au sud-est se trouve la vallée du Steinbach, qui se jette dans la Nidda à Praunheim. Le ruisseau serpente à travers la ville et forme une zone marécageuse devant le pont ferroviaire (viaduc). Il a donné son nom au village et a probablement été à l'origine de l'habitation de la zone dès l'époque préhistorique. À l'époque préhistorique, il y avait un lac au nord de Steinbach, mais il est aujourd'hui asséché.

### Centre-ville
À l'origine, les maisons étaient regroupées dans un rayon de 100 mètres autour de l'ancienne fontaine de la Freie Platz. Le puits local ("Bütt") approvisionnait les habitants en eau douce. Comme les conduites de gaz, les conduites d'eau n'ont été posées qu'en 1954 après que Steinbach est entré dans l'arrondissement du Haut-Taunus

### Villes voisines
Dans le sens des aiguilles d'une montre, en partant du nord, Steinbach borde les villes d'Oberursel (Taunus) avec le quartier Stierstadt, Francfort-sur-le-Main (avec les quartiers de Niederursel, Praunheim et Rödelheim), Eschborn (avec le quartier de Niederhöchstadt) et Kronberg im Taunus.

## Histoire

### Préhistoire
L'eau du Steinbach et le sol fertile de lœss ont incité les hommes du Néolithique à s'installer ici et à pratiquer l'agriculture et l'élevage de bétail . Ces premiers colons se sont installés sur la rive nord du lac. À l'ouest de l'actuelle Waldstrasse, des découvertes montrent une colonie de la culture rubanée, où vivaient 250 à 300 personnes. Un site de la période Hallstatt (800–450 av. J.-C.) a été découvert lors des travaux de construction de la zone résidentielle sud.
En septembre 1988, une fouille archéologique dans le nord-ouest de Steinbach a permis de découvrir des fondations en pierre romaines, dont certaines étaient des restes de bâtiments. Vraisemblablement, seule une petite partie du site a été mise au jour.

### Moyen Âge
La plus ancienne mention que l'on ait retrouvée de Steinbach date de l'année 789 dans une copie d'un document du Codex de Lorsch.
L'église protestante de St.Georg, construite vers 1270, appartenait au diocèse de Mayence. La plus ancienne mention documentée qui en a été conservée remonte à 1371, lorsque le chevalier Frank von Kronberg a légué à l'église 40 florins pour ses travaux de maintenance. Vers 1367, Steinbach appartenait à la paroisse d'Eschborn. L'autorité centrale de l'église était l'archidiaconé du prévôt de Saint-Pierre à Mayence.
Jusqu'en 1418, Steinbach appartenait aux comtes de Falkenstein, qui le vendirent aux seigneurs de Kronberg en 1350. Par la suite, à la fin du Moyen Âge, il est devenu propriété des seigneurs d'Eppstein.

### L'ère moderne
À la mort des seigneurs d'Eppstein, Steinbach devient en 1535 propriété des comtes de Stolberg, qui mirent en œuvre la Réforme luthérienne. En 1578, Steinbach fut promis par les comtes de Stolberg avec trois autres villages au comte Philippe-Louis Ier de Hanau-Münzenberg, et finalement vendu en totalité à Hanau en 1595. Le comte Philippe-Louis II, qui dirigeait alors le comté de Hanau-Munzenberg, a imposé la réforme de façon stricte dans tout le comté. Enfin en 1736, à la mort de Johann Reinhard III, dernier comte de Hanau, le comté de Hanau-Munzenberg est dissous. Steinbach fait désormais partie du Landgraviat de Hesse-Cassel.
De 1806 à 1810, Steinbach fut occupé par les Français. Il appartenait à la Principauté de Hanau, puis fut ajouté au Grand-Duché de Hesse, où il resta après le Congrès de Vienne.
De 1866 à 1945, Steinbach forme - avec la montagne Altkönig - une enclave de la Hesse dans le Vordertaunus prussien. À partir de 1918, il appartient à l'État populaire de Hesse.
En 1909 est fondée la brigade des pompiers volontaires de Steinbach.
Pendant la Première Guerre mondiale, 184 Steinbachois sont appelés, ce qui correspond au cinquième de la population de Steinbach. 29 soldats de Steinbach sont morts pendant cette guerre. De 1919 à 1924, Steinbach est occupé par les troupes françaises. Une tentative de rattachement à la ville de Francfort a échoué à cette période.

### Seconde Guerre mondiale
Au début de la Seconde Guerre mondiale, des Polonais et des Soviétiques sont venus à Steinbach, où ils étaient principalement employés de maison. Puis vinrent les prisonniers de guerre français qui ont travaillé dans les fermes. En 1944, deux camps sont installés dans le village : un commando italien dans le gymnase et un commando russe sur l'ancien terrain de sport du Steinbacher Wald, dans quatre casernes. À la mi-janvier 1944, des Italiens arrivent et sont pris en charge par la Deutsche Reichsbahn pour travailler. Quand le 29 mars 1945 les troupes américaines entrent à Steinbach, les Italiens entament leur voyage de retour.
Un dépôt de munitions était situé dans le Steinbacher Wald, sur les fondations en béton duquel se dresse aujourd'hui le lotissement de Waldsiedlung.
Dans la nuit du 24 au 25 août 1942, Steinbach subit une attaque de bombes explosives et incendiaires. De nombreux incendies se sont déclarés, l'école de la Gartenstrasse (aujourd'hui la mairie) a été incendiée. Un autre bombardement fera 13 morts en 1944.
Dans la nuit du 27 au 28 août 1943, un colonel britannique saute en parachute dans la région de Steinbach dans le but de localiser les canons antiaériens qui ont à plusieurs reprises abattu des bombardiers britanniques. L'espion a malencontreusement atterri dans un pommier et s'est foulé la cheville. Alors qu'il marchait en boitant le long de la Eschborner Straße actuelle en direction du centre du village, les habitants se sont rassemblés autour de lui, prêts à le lyncher. Heinrich Laundry, un caporal allemand témoin de la scène, a pris la défense du blessé et intimidé la foule. Le colonel est rentré sain et sauf en Grande-Bretagne après la guerre et a envoyé ses vœux lorsque la fille de son sauveur s'est mariée plus tard à Steinbach.
Steinbach a perdu 58 soldats (morts ou disparus) pendant la Seconde Guerre mondiale.

### Développement de la ville
Dans les années 60 ont été créées de vastes zones de construction avec de grands immeubles : 628 appartements ont été construits dans une zone de 30 hectares. Le projet était estimé à 20 millions de DM. Ce sont surtout de jeunes familles qui ont emménagé à Steinbach à cette époque. En 1960, la population de Steinbach était de 1713 habitants, dix ans plus tard de 7255 habitants, et en 1980, 10 550 personnes vivaient à Steinbach. Le petit village est devenu une ville résidentielle. Un autre résultat de ce développement a été que Steinbach, le 22 Septembre 1972, a obtenu le statut de municipalité à part entière.
En effet, il avait été envisagé un rattachement à Francfort-sur-le-Main dans le cadre de la réforme régionale de 1972. Le 10 avril 1972, le conseil de Francfort dirigé par Rudi Arndt (SPD) a demandé au gouvernement d'incorporer Steinbach à Francfort. Le projet de loi du ministre de l'Intérieur Hanns-Heinz Bielefeld (FDP) contenait également cette incorporation. Il a fallu attendre la commission parlementaire compétente pour que la motion de Francfort soit rejetée.
Steinbach a conservé son caractère rural à ce jour et est toujours considérée comme une petite ville résidentielle, bien qu'elle ait la troisième densité de population la plus élevée de Hesse après Francfort et Offenbach.
Le plan local d'urbanisme de Steinbach prévoit des agrandissements de plus de 26 hectares. Les zones commerciales doivent être agrandies de six hectares :
- "Am Eschborner Weg", à l'extrémité sud-ouest de Steinbach en direction d'Eschborn. 4,2 hectares sont actuellement en cours de construction. Des appartements, des maisons mitoyennes et quelques commerces y sont construits.
- «Taubenzehnter» (3,8 hectares), en face du bâtiment «Am Eschborner Weg». Étant donné que la construction du supermarché prévu initialement a été rejetée lors d'un référendum, les travaux n'ont pas encore commencé.
- "Alter Cronberger Weg" (4,9 hectares), à la périphérie vers Niederhöchstadt, dans le quartier d'une ancienne villa romaine.
- "Süd 4a" (2,3 hectares), situé à la périphérie sud sur la ligne de S-Bahn.
- Des zones de développement à la sortie sud-ouest de la ville sont prévues.

## Religion
Steinbach était un village à prédominance protestante, mais il n'a eu son propre pasteur qu'en 1859. Avec l'arrivée de nouveaux citoyens dans les années 60, la proportion de la population catholique de Steinbach est passée à environ un quart. L'église catholique de Saint-Boniface a été construite en 1964.

## Politique

### Maires de la ville
- 1821: Philipp Straßheimer (premier maire)
- 1883–1887: Franz Heck
- 1887–1898: Kaspar Matthäus
- 1898-1919: Heinrich Heinrich
- 1919-1932: Karl Molitor ( MSPD )
- 1946-1956: Kaspar Braunroth ( SPD )
- 1956-1961: Heinz Molitor ( FWG )
- 1962–1992: Walter Herbst (SPD) (aujourd'hui maire honoraire)
- 1992–1998: Edgar Parnet (SPD)
- 1998–2009: Peter Frosch ( CDU )
- 2009-2018: Stefan Naas ( FDP )
- depuis 2019: Steffen Bonk (CDU)

### Conseil municipal
L'élection locale du 14 mars 2021 a donné le résultat suivant, comparé aux précédentes élections locales :
| Partis et communautés électorales | Partis et communautés électorales | 2021  | 2021   | 2016  | 2016   | 2011  | 2011   |
| Partis et communautés électorales | Partis et communautés électorales | %     | Sièges | %     | Sièges | %     | Sièges |
| --------------------------------- | --------------------------------- | ----- | ------ | ----- | ------ | ----- | ------ |
| FDP                               | Parti libéral-démocrate           | 29,8  | 9      | 39,0  | 12     | 21,8  | 7      |
| SPD                               | Parti social-démocrate            | 26,8  | 8      | 27,4  | 9      | 26,5  | 8      |
| CDU                               | Union chrétienne-démocrate        | 26,0  | 8      | 19,7  | 6      | 29,4  | 9      |
| Vert                              | Alliance 90 / Les Verts           | 17,4  | 6      | 13,8  | 4      | 22,3  | 7      |
| Total                             | Total                             | 100,0 | 31     | 100,0 | 31     | 100,0 | 31     |
| Taux de participation %           | Taux de participation %           | 52,2  | 52,2   | 50,8  | 50,8   | 51,4  | 51,4   |

### Villes Jumelées
- Allemagne : Steinbach-Hallenberg
- France : Saint-Avertin (depuis 1980)
- Pays-Bas : Pijnacker-Nootdorp (de 1974 à 2009)

### Blason
Le 28 février 1964, la municipalité de Steinbach qui était alors dans l'arrondissement du Haut-Taunus, district de Wiesbaden, a reçu le blason suivant : Sur fond bleu, une fontaine dorée coffrée de bois, dans laquelle un jet d'eau argenté s'écoule de deux becs.
Les armoiries représentent la fontaine de la Freie Platz, dont l'apparence a changé au fil du temps. Alors qu'elle n'a actuellement qu'un seul bec, le blason représente une ancienne version à deux jets d'eau. Cette fontaine, alimentée directement par le Steinbach, est encore utilisée aujourd'hui pour le baptême de Bachrecht, lors duquel les nouveaux citoyens sont «baptisés» de son eau.

## Culture

### Bâtiments historiques

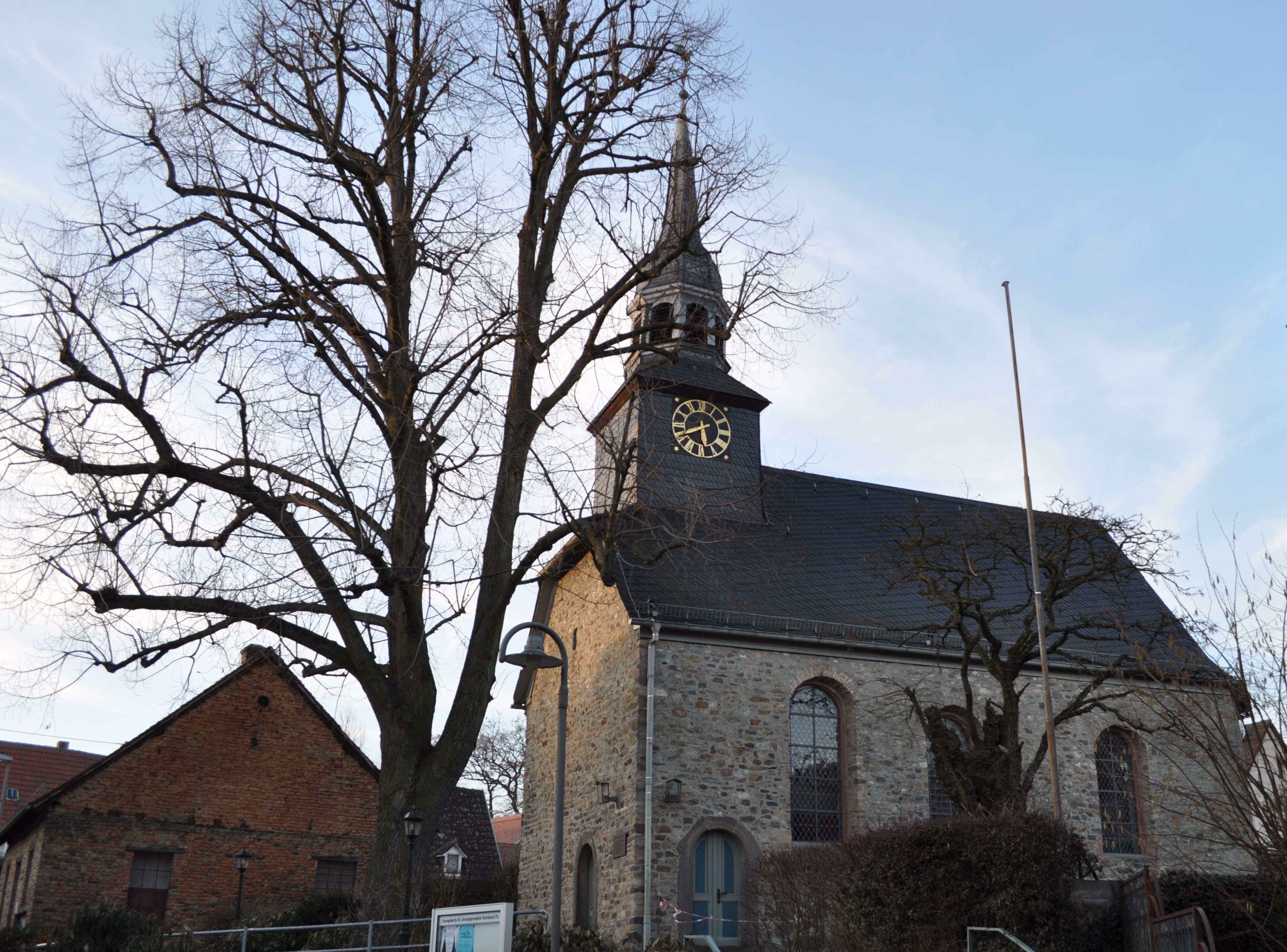
L'église Saint Georges

L'église protestante Saint Georges (St. Georgskirche) a été construite vers 1270, à l'époque romane et au début du gothique. Sa petite tourelle pointue abrite deux cloches. La plus ancienne, la cloche St Georges, date de 1622 (à l'époque de la guerre de Trente ans) et pèse 125 kilos. On peut y lire l'inscription : "En 1622, Johannes Schneidewindt m'a offerte à Francfort" . La seconde, la cloche St Jean, a été fabriquée à Sinn par la fonderie Rincker en décembre 1956. Elle pèse 110 kilos et porte l'inscription "Soyez réconciliés avec Dieu", la devise du 7e Congrès de l'Église protestante allemande à Francfort en 1956.
Le centre est encadré par les deux auberges "Zum Goldenen Stern" et "Zum Schwanen" avec leurs façades à colombages distinctives, monuments culturels selon la loi de Hesse sur la protection des monuments. La plus ancienne auberge de Steinbach "Zum Taunus" à Bornhohl n'existe plus.
D'autres bâtiments historiques sont signalés par des plaques de bronze avec l'année de construction et leur histoire du lieu, comme la maison du 2 Untergasse, dans laquelle a vécu Johann Christoph Diehl, qui a été professeur du poète francfortois Friedrich Stoltze. Le plus ancien bâtiment conservé de la ville après l'église est l'ancienne Maison des Écoutètes de Bornhohl, mentionnée pour la première fois en 1549. Le bourgmestre habitait dans les chambres basses du bâtiment, le premier étage étant utilisé pour stocker les céréales et les légumineuses de tous les résidents locaux.

### Éducation
Steinbach dispose de trois jardins d'enfants, d'une crèche, d'une garderie et d'un grand nombre de terrains de jeux.
L'école primaire publique Geschwister-Scholl-Schule a été construite en 1966 après la forte croissance de Steinbach dans les années 1960. À l'été 2009, l'ancien bâtiment a été complètement démoli et un nouvel établissement scolaire a pris sa place en 2012. Il accueille environ 450 élèves.
Il existe également depuis 2009 une école privée bilingue, Phorms, qui accueille les enfants de la maternelle à l'Abitur.
On trouve aussi à Steinbach l'établissement d'enseignement central et suprarégional du IG Bauen-Agrar-Umwelt.

### Espaces verts
De grands espaces verts arborés ont été créés lors de la construction des immeubles dans les années 1960.
Steinbach est le point de départ de randonnées dans le Taunus. La route du vin de pommes et des vergers de Hesse traverse la ville.

### Événements réguliers
Chaque année en juin - le week-end suivant le Corpus Christi - a lieu la fête du village sur la Bahnstraße. Le dernier dimanche des vacances d'été, il y a un concert de la mairie et un marché aux puces. Le deuxième week-end d'octobre se tient une kermesse sur St.-Avertin-Platz. Enfin, le premier week-end de l'Avent, il y a un marché de Noël sur la place centrale.

### Musée
Il y a un petit musée d'histoire locale à Steinbach, au sous-sol de la Kirchgasse 1, un bâtiment appartenant à la ville. Il renferme une collection archéologique issue des fouilles de 1988, ainsi que des objets et documents illustrant l'histoire plus récente de la ville.

### Bibliothèque
La bibliothèque municipale présente environ 11 000 supports (livres, cassettes, CD, DVD et CD-ROM), sur deux étages.

### Sport
Steinbach dispose de trois salles de sport (Altkönighalle, Friedrich-Hill-Halle et le gymnase de l'école), un centre sportif comprenant un terrain en herbe avec une piste de course de 400 mètres, des courts de tennis intérieurs et extérieurs (ces derniers en terre battue). La piscine a été fermée dans les années 1990. Les projets de construction d'un grand étang de baignade sur les terres en jachère n'ont pas été poursuivis.
Le club cycliste  Wanderlust 1905 a remporté plusieurs championnats allemands et européens dans les domaines du cyclisme artistique et du roller.

## Économie et infrastructure

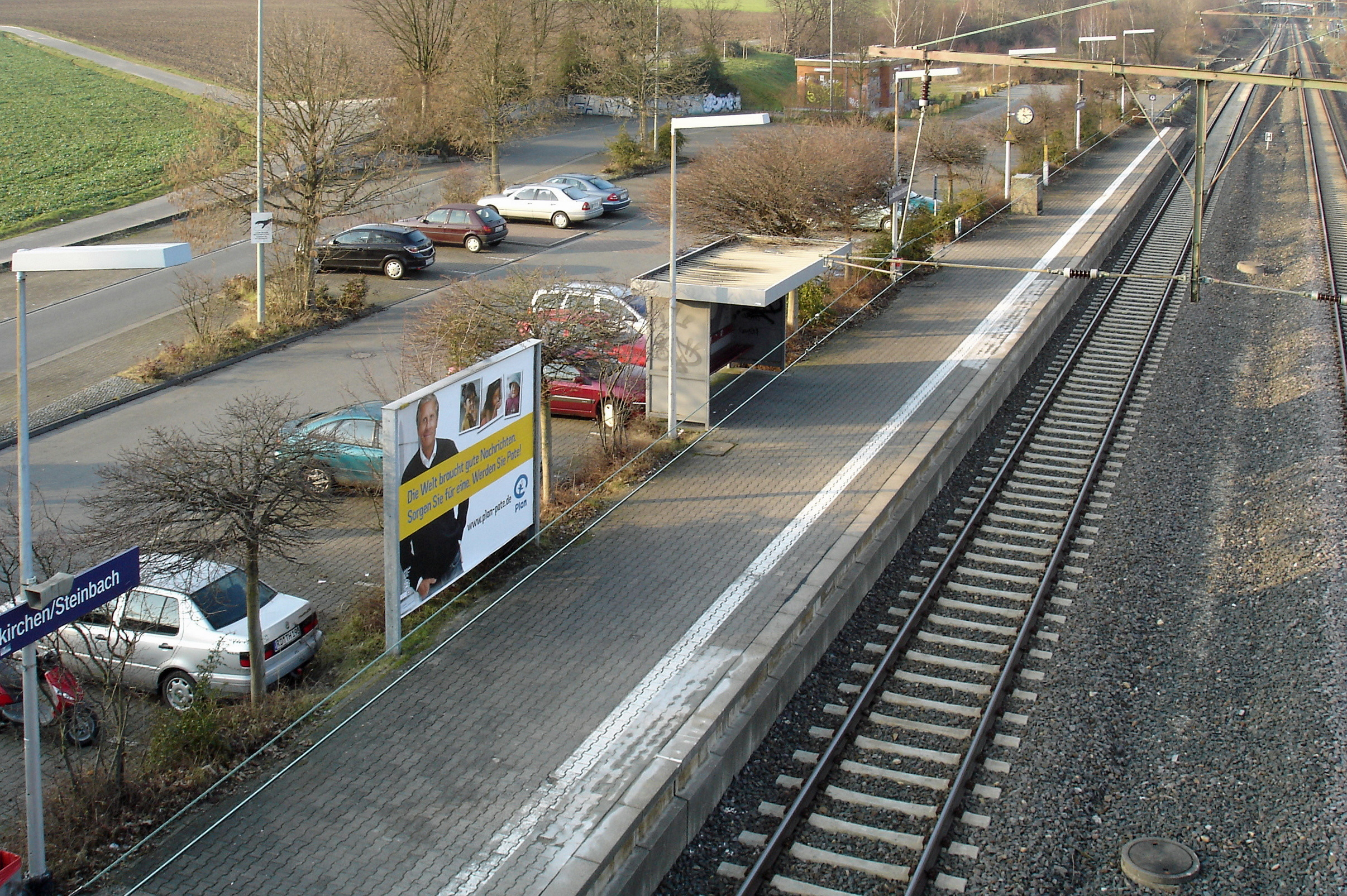
Gare de Weißkirchen-Steinbach.

### Médias
Le Taunus-Zeitung (une édition régionale du Frankfurter Neue Presse), l'édition régionale du Frankfurter Rundschau et le Frankfurter Allgemeine Zeitung rapportent en détail les événements dans la zone du Hochtaunus.
Deux journaux locaux gratuits, le Steinbacher Information et le Oberurseler Stadtkurier sont distribués gratuitement à tous les foyers.

### Industrie
Steinbach possède un parc industriel de 14 hectares. Une autre zone industrielle de six hectares doit être développée avec la ville voisine d'Oberursel. En 2007, le produit de la taxe professionnelle s'est élevé à 1,9 million d'euros.
Le secteur de la haute technologie est prépondérant, avec 23 entreprises, dont un tiers produit localement, les deux tiers exerçant exclusivement des activités de vente et de conseil. L'accent est mis dans le domaine des technologies de l'information et de la communication : des ordinateurs, des accessoires EDP, des appareils électroniques et des logiciels sont fabriqués et vendus à Steinbach. Le secteur des technologies de détection, de mesure et de contrôle occupe la deuxième place avec six entreprises. Les domaines techniques de la technologie médicale, de la microélectronique ainsi que de l'ingénierie de la production et des procédés sont chacun représentés par une ou deux entreprises.
La consommation d'énergie de l'entreprise de Steinbach n'était que de 5,1% pour 2015 selon le profil énergétique municipal de Steinbach et est donc bien en dessous de la moyenne régionale (14,5%).

### Commerces locaux
Steinbach est proche de deux grands centres commerciaux, le Main-Taunus-Zentrum de Sulzbach (Taunus) et le Nordwestzentrum de Francfort. Il y a aussi quelques magasins et supermarchés sur la Bahnstraße à Steinbach.

### Agriculture
Il y a bien longtemps, Steinbach était un village viticole. Le nom «Wingerte» le long du Steinbach l'atteste.
Dans les années 1920, la culture des fraises dans les champs a commencé avec grand succès. Steinbach a reçu la plus haute distinction fédérale pour le meilleur fruit de table lors de trois grandes expositions horticoles. Dans le passé, les fruits étaient principalement vendus dans la halle de marché de Kronberg - aujourd'hui disparue - en tant que coopérative. Le point de collecte se trouvait sur la Eschborner Straße, où se trouve aujourd'hui le restaurant «Ile de Ré». Le fruit était commercialisé dans tout le pays sous le nom de «fraises de Kronberg». Après le boom de la construction des années 60, la culture fruitière a perdu en importance. Jusque dans les années 1970, les pommes de Steinbach étaient pressées dans les auberges «Zum Schwanen» et «Goldener Stern», et transformées en Apfelwein.

### Transports
Steinbach est situé à quelques kilomètres des jonctions des autoroutes fédérales 5 et 66. Selon une étude d'évaluation du bruit en 2017, des mesures de protection contre le bruit seraient nécessaires. La route qui traverse le centre du village supporte un trafic relativement élevé, et un contournement par le sud est envisagé depuis plus de 40 ans. Une nouvelle zone résidentielle pourrait être construite par Francfort au sud, ainsi qu'une rocade.
Le réseau de pistes cyclables et de chemins de randonnée est d'environ 20 kilomètres.
Steinbach est connectée au réseau de S-Bahn du Rhein-Main-Verkehrsverbund (RMV) via l'arrêt Oberursel-Weißkirchen/Steinbach. Avec la ligne S5, Friedrichsdorf, Oberursel, Bad Homburg vor der Höhe et Francfort-sur-le-Main sont accessibles directement. Aux heures de pointe (entre 5 et 18 heures), il y a un train tous les quarts d'heure.
Depuis début 2013, le service de la circulation de Francfort étudie une nouvelle extension de la ligne 6 du U-Bahn jusqu'à Eschborn. Le chef du département des transports de Francfort a déjà commandé une étude spécifique du projet. Il s'agit du prolongement de la ligne 6 du U-Bahn, qui se termine actuellement à Heerstrasse à Praunheim. Un arrêt dans la zone industrielle de Helfmann-Park est envisagé. Il n'y a pas encore de calendrier précis pour le projet. Les Verts du Hochtaunuskreis se sont récemment prononcés en faveur de cette extension du U6 au-delà d'Eschborn avec des arrêts à Steinbach et Kronberg. La ville d'Oberursel, dans le quartier Hochtaunus, était reliée il y a longtemps au réseau de métro de Francfort via la ligne 3 du métro.